# Zagóźdź (Warszawa)
Zagóźdź – osiedle w Warszawie, w dzielnicy Wawer. 

## Opis
Dawniej wieś szlachecka, wzmiankowana w XV w. W XX w. istniała gmina Zagóźdź, na terenie której znajdowały się wsie między Saską Kępą a Świdrem. Jej części przyłączano do Warszawy sukcesywnie od lat 20. XX w.
Nazwa osiedla oznacza teren położony za gozdem, czyli „za lasem" (od staropolskiego wyrazu gozd ‘młody, gęsty las’).